# Eurycolpus
Eurycolpus is een geslacht van wantsen uit de familie van de Miridae (Blindwantsen). Het geslacht werd voor het eerst wetenschappelijk beschreven door Odo Reuter in 1875.

## Soorten
Het genus bevat de volgende soorten:

- Eurycolpus annulatus (Wagner, 1976)
- Eurycolpus aureolus (Seidenstücker, 1961)
- Eurycolpus bipunctatus (Wagner, 1974)
- Eurycolpus enslini (Seidestücker, 1959)
- Eurycolpus flaveolus (Stål, 1858)